# Prêmio John Tyndall
O Prêmio John Tyndall (em inglês:  John Tyndall Award) é um prêmio para a tecnologia de fibras ópticas concedido pelo Instituto de Engenheiros Eletricistas e Eletrônicos (IEEE) e pela Optical Society. É denominado em memória do físico britânico John Tyndall.

## Recipientes
- 1987: Robert Maurer
- 1988: Michael K. Barnoski
- 1989: S. E. Miller
- 1990: Thomas G. Giallorenzi
- 1991: David Neil Payne
- 1992: Donald Keck
- 1994: Yasuharu Suematsu
- 1995: Tingye Li
- 1996: Kenneth O. Hill
- 1997: Ivan Kaminov
- 1998: Kenichi Iga
- 1999: John MacChesney
- 2000: Stewart Personick
- 2001: Tatsuo Izawa
- 2002: Neal S. Bergano
- 2003: Andrew Chraplyvy
- 2004: Larry A. Coldren
- 2005: Roger Stolen
- 2006: Donald Scifres
- 2007: Emmanuel Desurvire
- 2008: Robert W. Tkach
- 2009: Joe C. Campbell
- 2010: C. Randy Giles
- 2011: David F. Welch
- 2012: John E. Bowers
- 2013: James J. Coleman
- 2014: Kazuro Kikuchi[1]